# Eduardo Vicente
Eduardo Vicente Pérez (Madrid, 1909-Madrid, 9 de mayo de 1968) fue un pintor español. Participó en el Museo del pueblo puesto en marcha por las Misiones Pedagógicas. Tras la guerra civil española participó en la Exposiciones y Salones organizados por la Academia Breve de Crítica de Arte. Fue hermano menor del pintor hispano-estadounidense Esteban Vicente.

## Biografía
Hijo de un oficial de la Guardia Civil, más tarde funcionario del Banco de España y pintor naíf. Autodidacta, tras recorrer parte de España pintando paisajes en compañía de un amigo inglés, tomó contacto con Manuel Bartolomé Cossío y, en 1932, se integró en los proyectos del Museo Ambulante de las Misiones Pedagógicas, creadas por el Gobierno republicano para mostrar por pueblos y las aldeas de la Península copias de tesoro pictórico español. Vicente se encargó de hacer las reproducciones de las Pinturas Negras de Goya. Hay noticia de desconocidas desavenencias con Ramón Gaya y otros pintores implicados en el museo ambulante que le llevaron a dimitir de sus supuestos cargos y abandonar el proyecto.
En 1936 nació la primera de sus tres hijas. Al estallar la guerra civil española entró en los Servicios de Propaganda del Ejército Republicano con carteles de la CNT y Solidaridad Obrera y colaboró en revistas como El Mono Azul y Nueva Cultura. Concluida la contienda se quedó en España haciendo trabajos de "pintor de brocha gorda", y más tarde decorando cafés, bancos e iglesias, además de ilustrar libros y revistas. En el terreno más artístico y personal continuó pintando paisajes y algunos retratos. En ese periodo le descubriría Eugenio d'Ors que le puso en contacto con los círculos del galerista Aurelio Biosca y le encargó el cartel para el Salón de los Once organizado por la Academia Breve de Crítica de Arte. En 1948 viajó a Nueva York con una beca y pudo reencontrarse con su hermano Esteban, pintor también, exiliado en Estados Unidos, país en el que se nacionalizó e hizo carrera como miembro de la escuela de arte abstracto de la ciudad de los rascacielos. En 1951 fue miembro del Jurado de la Primera Bienal Hispanoamericana del Arte e invitado a la Bienal de Venecia.
Participó en las tertulias del café Gijón, se puso de moda y el crítico Manuel Sánchez Camargo lo incluyó en 1954 en su libro Pintura española contemporánea y en la inexistente pero muy comentada "escuela de Madrid". Sin embargo, a partir de 1957, la aparición del grupo "El Paso", del informalismo, del "Arte Otro" y el Pop de vanguardia, sumió su pintura en la del grupo de los olvidados. En la primavera madrileña del año 1968, cuando iba a celebrarse una muestra de su obra en la Galería Quixote, sus amigos, inquietos al no verle durante varios días, descubrieron su cuerpo en un rincón de su estudio donde al parecer llevaba tres días muerto.

## Obras
- En el Museo Nacional de Arte de Cataluña, cinco cuadros y los dibujos que le representaron en el pabellón de España de la Exposición Internacional de París de 1937.

- En la capilla de san Pedro de la catedral de Orihuela: tres grandes lienzos: Jesús con los leprosos, Las ánimas del purgatorio y un Bautismo de Jesús, pintados en los años 1942 y 1943.[6][7][8]
- Edificio de la delegación de Hacienda en Huelva: Pintura mural en el hall de entrada al nuevo edificio construido en 1952, en el que representa alegóricamente las riquezas más importantes de la provincia de Huelva -pesca y minería-, enlazadas con un escudo de la ciudad.[9]

- En la primavera de 1999, la historiadora Natacha Seseña reunió 125 piezas de Eduardo, entre óleos, acuarelas, dibujos, carteles y libros ilustrados, en el Museo Municipal de Madrid. La retrospectiva incluyó sus obras pintadas durante la guerra civil y expuestas junto al Guernica en la mencionada Exposición Internacional de París.